# البطولات الفرنسية 1951 (كرة مضرب)
قائمة البطولات الفرنسية لعام 1951 (المعروفة الآن باسم دورة رولان غاروس) :

## الكبار

### فردي رجال
ياروسلاف دروبوني هزم  إيريك ستراغيس, النتيجة:6-3 6-3 6-3

### فردي سيدات
شيرلي فراي هزمت  دوريس هارت, النتيجة:6-3 3-6 6-3